# 2014年中国足球协会业余联赛
中国足球协会业余联赛(CFA Amateur League，简称CAL) ，原名全国足球业余(丙级)队联赛（俗称“中丙”或“丙级联赛”）、全国足球业余联赛（2006年起更名），2010年改为现名，是中国足协所承办的业余足球联赛。参加中国足协业余联赛可以由企业、机关、院校、部队以及足球爱好者自愿组队参赛。在2014年以前，没有升降级制度，本不包括在中国的三级联赛体系中（中超、中甲、中乙）。自2014年起，中国足球协会业余联赛的优胜俱乐部可升入中国足球乙级联赛。本届赛事有3支队伍广西龙桂达、安徽力天和包头南郊通过联赛总决赛晋级中乙，另外一支队伍河北英利通过大区赛晋级中乙。

## 赛程
整个联赛分为三个阶段，首先是城市联赛，城市冠军参加第二阶段的大区决赛，四个大区的前四名进入全国总决赛，在以赛会淘汰赛制形式决出最后冠军。

### 第一阶段
省市级业余联赛
分区安排：

北区：天津、山东、沈阳、大连、吉林、长春、延边、黑龙江、河北、辽宁；

东区：上海、浙江、南京、广东、厦门、福建、扬州、青岛、济宁；

西区：西安、陕西、新疆、内蒙古、山西、青海、宁夏、甘肃、河南、湖北；

南区：四川、重庆、成都、昆明、广西、湖南、江西、云南、柳州、武汉。

这只是名义上的第一阶段赛事，并没有系统的由足协组织的比赛举办。有的城市可能有多级联赛，但有的城市只是自发的赛事。最终参加大区决赛的球队更多的是地方足协邀请、指派，而非通过预选机制获得参赛名额。

### 第二阶段
东、西、南、北四个大区的大区决赛。

#### 东大区（扬州）
| 大区           | 名次 | 赛区  | 球队名                       | 简称           | 地方足协   | 对接赛事                   |
| -------------- | ---- | ----- | ---------------------------- | -------------- | ---------- | -------------------------- |
| 东大区（扬州） | 1    | 安徽  | 安徽力天足球俱乐部           | 安徽力天       | 安徽省足协 | /                          |
| 东大区（扬州） | 2    | 浙江  | 宁波市银博足球俱乐部         | 宁波银博材源帝 | 浙江省足协 | 浙江省城市足球冠军联赛冠军 |
| 东大区（扬州） | 3    | 广东  | 广州怡丰恒泰足球俱乐部       | 广州肇庆恒泰   | 广东省足协 | 业余联赛广东赛区冠军       |
| 东大区（扬州） | 4    | 青岛  | 青岛黄海制药足球俱乐部       | 青岛黄海制药   | 青岛足协   | 青岛城市足球超级联赛冠军   |
| 东大区（扬州） | /    | 上海2 | 上海市嘉定博击足球俱乐部     | 嘉定城发博击   | 上海市足协 | 上海陈毅杯社会组亚军       |
| 东大区（扬州） | /    | 厦门  | 厦门东屿行足球俱乐部         | 厦门东屿行     | 厦门市足协 | 厦门市足协杯冠军           |
| 东大区（扬州） | /    | 广东2 | 广东正一足球俱乐部           | 广州花都正一   | 广东省足协 | 业余联赛广东赛区季军       |
| 东大区（扬州） | /    | 上海  | 上海慕时DIB足球俱乐部        | 杨浦诚丰DIB    | 上海市足协 | 上海陈毅杯社会组冠军       |
| 东大区（扬州） | /    | 南京  | 南京金基房地产开发集团足球队 | 南京金基地产   | 南京市足协 | 南京城市足球甲级联赛冠军   |
| 东大区（扬州） | /    | 福建  | 福建固美足球俱乐部           | 福建固美       | 福建省足协 | /                          |
| 东大区（扬州） | /    | 济宁  | 山东永胜建设足球俱乐部       | 山东永胜建设   | 邹城市足协 | 济宁市城市足球联赛冠军     |
| 东大区（扬州） | /    | 扬州  | 扬州市新琪祥/惜缘足球俱乐部  | 扬州新琪祥     | 扬州市足协 | 扬州业余足球联赛第四       |

#### 西大区（郑州）
| 大区           | 名次 | 赛区  | 球队名                     | 简称         | 地方足协         | 对接赛事               |
| -------------- | ---- | ----- | -------------------------- | ------------ | ---------------- | ---------------------- |
| 西大区（郑州） | 1    | 大连2 | 大连海龙星足球俱乐部       | 大连海龙星   | 大连市足协       | 大连社区足球联赛冠军   |
| 西大区（郑州） | 2    | 西安  | 西安高新热力足球队         | 西安高新热力 | 西安市足协       | 西安高新区联赛冠军     |
| 西大区（郑州） | 3    | 湖北  | 湖北华创工程足球俱乐部     | 湖北华创     | 湖北省足协       | /                      |
| 西大区（郑州） | 4    | 武汉2 | 武汉东风本田足球队         | 武汉东风本田 | 武汉市足协       | 武汉城市联赛超级杯季军 |
| 西大区（郑州） | /    | 新疆  | 乌鲁木齐哈提拉足球俱乐部   | 乌市哈提拉   | 新疆足协         | 新疆业余足球联赛亚军   |
| 西大区（郑州） | /    | 河南  | 河南东方今典足球俱乐部     | 河南东方今典 | 河南省足协       | 河南业余联赛赛区冠军   |
| 西大区（郑州） | /    | 内蒙  | 呼和浩特市华鹰足球俱乐部   | 呼市华鹰     | 呼和浩特市足协   | /                      |
| 西大区（郑州） | /    | 山东  | 山东钢铁淄博张钢足球俱乐部 | 淄博张钢     | 淄博市足协       | 淄博城市联赛冠军       |
| 西大区（郑州） | /    | 陕西  | 陕西咸阳康多足球队         | 咸阳康多     | 陕西省足协       | 陕西省足协杯冠军       |
| 西大区（郑州） | /    | 河南2 | 河南濮阳中原油田足球队     | 濮阳中原油田 | 濮阳游龙足球联盟 | 河南业余联赛赛区东道主 |

#### 南大区（柳州）
| 大区           | 名次 | 赛区  | 球队名                 | 简称         | 地方足协   | 对接赛事               |
| -------------- | ---- | ----- | ---------------------- | ------------ | ---------- | ---------------------- |
| 南大区（柳州） | 1    | 武汉  | 武汉宏兴足球俱乐部     | 武汉宏兴     | 武汉市足协 | 武汉城市联赛超级杯冠军 |
| 南大区（柳州） | 2    | 武汉2 | 武汉新纪元地产足球队   | 武汉新纪元   | 武汉市足协 | 武汉城市联赛超级杯亚军 |
| 南大区（柳州） | 3    | 广西  | 广西龙桂达足球俱乐部   | 广西龙桂达   | 广西省足协 | 广西足球超级联赛冠军   |
| 南大区（柳州） | 4    | 包头  | 包头鹿城足球俱乐部     | 包头鹿城南郊 | 包头市足协 | 包头业余联赛冠军       |
| 南大区（柳州） | 5    | 广西2 | 柳州柳粤足球俱乐部     | 广西金嗓子   | 广西省足协 | 广西足球超级联赛亚军   |
| 南大区（柳州） | 6    | 重庆2 | 重庆北碚区足球队       | 重庆北碚     | 重庆市足协 | 重庆市业余足球联赛亚军 |
| 南大区（柳州） | 7    | 昆明  | 昆明钻石年代足球俱乐部 | 昆明金爵     | 昆明市足协 | 昆明足球擂台赛冠军     |
| 南大区（柳州） | 8    | 重庆  | 重庆交通开投足球队     | 重庆畅通卡   | 重庆市足协 | 重庆市业余足球联赛冠军 |
| 南大区（柳州） | 9    | 西安2 | 西安中深实业足球队     | 西安中深     | 西安市足协 | 西安业余足球联赛       |
| 南大区（柳州） | 10   | 湖南  | 湖南体彩足球队         | 湖南体彩     | 湖南省足协 | 湖南省足协杯冠军       |

#### 北大区（哈尔滨）
| 大区             | 名次 | 赛区   | 球队名                   | 简称           | 地方足协             | 对接赛事                   |
| ---------------- | ---- | ------ | ------------------------ | -------------- | -------------------- | -------------------------- |
| 北大区（哈尔滨） | 1    | 大连   | 大连龙卷风足球俱乐部     | 大连龙卷风     | 大连市足协           | 大连超级联赛冠军           |
| 北大区（哈尔滨） | 2    | 沈阳   | 沈阳维士地产足球队       | 沈阳维士       | 沈阳市足协           | 沈阳城市足球联赛冠军       |
| 北大区（哈尔滨） | 3    | 大庆   | 黑龙江田丰油化足球俱乐部 | 大庆田丰油化   | 黑龙江省足协         | 大庆业余春季甲级联赛冠军   |
| 北大区（哈尔滨） | 4    | 长春   | 长春地铁足球俱乐部       | 长春地铁       | 长春市足协           | 长春市业余足球联赛         |
| 北大区（哈尔滨） | 5    | 河北   | 河北英利足球俱乐部       | 河北英利       | 河北省足协           | /                          |
| 北大区（哈尔滨） | 6    | 延边   | 延边龙图足球队           | 延边龙图       | 延边朝鲜族自治州足协 | /                          |
| 北大区（哈尔滨） | 7    | 辽宁   | 抚顺中兴重工足球俱乐部   | 抚顺中兴重工   | 抚顺市足协           | 辽宁(抚顺)业余足球联赛冠军 |
| 北大区（哈尔滨） | 8    | 黑龙江 | 哈尔滨温氏兄弟足球队     | 哈尔滨温氏兄弟 | 哈尔滨市足协         | 业余联赛黑龙江赛区         |
| 北大区（哈尔滨） | /    | 沈阳2  | 沈阳河畔足球俱乐部       | 沈阳河畔       | 沈阳市足协           | 沈阳城市足球联赛亚军       |
| 北大区（哈尔滨） | /    | 天津   | 天津万腾足球俱乐部       | 天津万腾       | 天津市足协           | 天津业余足球联赛冠军       |

### 第三阶段
全国总决赛，采用小组赛加淘汰赛制。